# Tomoya Koyamatsu
Tomoya Koyamatsu (jap. 小屋松 知哉 Koyamatsu Tomoya; ur. 24 kwietnia 1995) – japoński piłkarz występujący na pozycji pomocnika. Obecnie występuje w Kyoto Sanga FC.

## Kariera klubowa
Od 2014 roku występował w klubach Nagoya Grampus i Kyoto Sanga FC.